# Fumie Mizusawa
Fumie Mizusawa (水沢 史絵?, Mizusawa Fumie; Prefettura di Tochigi, 9 gennaio 1980) è un'attrice e doppiatrice giapponese.

## Biografia
È famosa soprattutto per aver doppiato Erika Kurumi/Cure Marine in HeartCatch Pretty Cure! e nei film del franchise. Si è sposata il 17 aprile 2011, ma ha divorziato il 6 novembre 2015.

## Doppiaggio

### Anime
2003
- Divergence Eve (Kiri Mariarēte)

2004
- Otogizōshi (Minamoto no Hikaru)
- Misaki Chronicles ~Divergence Eve~ (Kiri Mariarēte)
- Major 1ª stagione (Majima)

2005
- ARIA the Animation (studentessa)
- Eureka 7 (Gidget, Linck)
- Pretty Cure Max Heart (Miu Kagayama)

2006
- Witchblade (Nanako)
- Otogi-Jūshi Akazukin (Mahō Gakkō Seito)
- Kagihime Monogatari Eikyū Alice Rondo (Clerk)
- Galaxy Angel Rune (Satō-san, Tanaka-san, Suzuki-san)
- Coyote Ragtime Show (Chris)
- Simoun (Wapōrif)
- Chocotto Sister (Yuki's mother, Gal A)
- Tokyo Tribes (Kei, Fujiwo)
- Fate/stay night (Ayako Mitsuzuri)
- xxxHolic (Chiromante, studentessa del liceo (angel) C, etc.)
- Project Blue: Chikyū SOS (Magī)
- Muteki Kanban Musume (Maestra, Senshu 3, Mamma, Ragazza)

2007
- Jigoku Shōjo Futakomori (Ichiko Aida)
- Shinkyoku Sōkai Polyphonica (Coccino Ruby Stilmane)
- Sky Girls (Juria Kudō)
- Saint Beast: Kōin Jojishi Tenshi Tan (Yōnen Tenshi)
- Darker than Black: Kuro no Keiyakusha (Erika)
- You're Under Arrest: Full Throttle (Woman customer, Ikki)
- Terra e... (Toki)
- Tōka Gettan (Mihashi)
- Higurashi no Naku Koro ni Kai (Eriko)
- Romeo × Juliet (Juliet)

2008
- Kyōran Kazoku Nikki (Aichi Momokusa)
- Kemeko Deluxe! (Ryōta Minamino, Fumiko's friend)
- Nijū Mensō no Musume (Angie, Journalist A)
- Bamboo Blade (Aoki)
- Bihada Ichizoku (Maid, Guest, Secretary, Receptionist)
- Blassreiter (Johann)
- Persona -trinity soul- (Yumi Tasaka)
- Yakushiji Ryōko no Kaiki Jikenbo (Matsumura)

2009
- Kupū~!! Mamegoma! (Yui Mamekawa)
- Kon'nichiwa Anne: Before Green Gables (Mary Emerson)
- Negibōzu no Asatarō (Gumikanzashi no Okiyo)

2010
- Ookiku Furikabutte ~Natsu no Taikai-hen~ (Sorella di Sakaeguchi)
- HeartCatch Pretty Cure! (Erika Kurumi/Cure Marine)

2011
- Blue Exorcist (Imai, Ghost)
- Marvel Wolverine (Tsukino)
- Pakkororin (Rin)
- Battle Spirits - Heroes (Chihiro Kusaka)
- Freezing (Elize Schmitz)

### Film
- Tachiguishi-Retsuden (Tomoe)

#### Film Anime
- Eureka Seven: Good Night, Sleep Tight, Young Lovers (Gidget, Linck)
- Hutch the Honeybee (Nyorori)
- Sword of the Stranger (Mokubō)
- Major: Yūjō no Winning Shot (Majima)
- The Sky Crawlers (Prostitute)
- Chocolate Underground (Smudger Moore)
- Tales of Vesperia: The First Strike (Chastel Aiheap)
- Eiga Pretty Cure All Stars DX 2 - Kibō no hikari Rainbow Jewel wo mamore! (Erika Kurumi/Cure Marine)
- HeartCatch Pretty Cure! - Un lupo mannaro a Parigi (Erika Kurumi/Cure Marine)
- Eiga Pretty Cure All Stars DX 3 - Mirai ni todoke! Sekai wo tsunagu Niji-iro no hana (Erika Kurumi/Cure Marine)
- Eiga Pretty Cure All Stars New Stage - Mirai no tomodachi (Erika Kurumi/Cure Marine)
- Eiga Pretty Cure All Stars New Stage 2 - Kokoro no tomodachi (Erika Kurumi/Cure Marine)
- Eiga Pretty Cure All Stars New Stage 3 - Eien no tomodachi (Erika Kurumi/Cure Marine)
- Eiga Pretty Cure All Stars - Haru no carnival (Erika Kurumi/Cure Marine)
- Eiga Pretty Cure All Stars - Minna de utau Kiseki no mahō! (Erika Kurumi/Cure Marine)
- Eiga HUGtto! Pretty Cure Futari wa Pretty Cure - All Stars Memories (Erika Kurumi/Cure Marine)

### Videogiochi
- Atelier Ayesha: The Alchemist of Dusk (Regina Curtis)
- Azur Lane (HMS Eagle)
- Blue Protocol (Voce Giocatrice)
- Bravely Default (Praline a la Mode, Egil Meyer)
- Bravely Second: End Layer (Praline a la Mode)
- Fate/stay night [Realta Nua] (Ayako Mitsuzuri)
- Fate/hollow ataraxia (Ayako Mitsuzuri)
- Return to PopoloCrois: A Story of Seasons Fairytale (Lily)
- Rune Factory: Oceans (Sierra, Kelsey)
- Super Robot Wars Z (Gidget)
- Super Robot Wars Z2: Destruction Chapter (Gidget)

### Radio
- Radio Dotto Ai (Bunka Hōsō internet radio; Aprile a giugno 2006)

### Teatro
- Kinema no Tenchi (Kikue Takizawa)
- Gajaboi Tsuisō (Shōko)